# Coccothraustes coccothraustes
El picogordo común (Coccothraustes coccothraustes) es una especie de ave paseriforme de la familia Fringillidae propia del paleártico. En la actualidad es la única especie del género Coccothraustes. Sigiloso y difícil de observar, es uno de los fringílidos más robustos y compactos. De color pardo anaranjado, posee un característico «antifaz» negro, y alas de colorido oscuro, donde sobresale una franja blanca y un color azulón en las puntas. Vive en bosques caducifolios, donde se alimenta principalmente de las semillas duras que abre con su potente pico. Carlos Linneo, en 1758, fue el primero en describir esta especie para la ciencia. La especie posee seis subespecies.

## Descripción
El picogordo presenta una longitud que oscila entre los 16'5 y 18 cm, mientras que las medidas de envergadura alar van desde los 29 a los 33 cm. El peso corporal de esta especie está entre los 48 y 62 g aproximadamente. Las hembras, por lo general, presentan las menores medidas, y por tanto tienen menor peso que los machos.
En cuanto a su fisionomía, se describe como un fringílido típico, de figura robusta, grueso cuello, grande cabeza redonda y un ancho, fuerte y cónico pico de aspecto metálico del cual le viene su nombre vulgar (picogordo). Sus patas son cortas de color rosáceo en tono claro y su cola es también muy corta. 

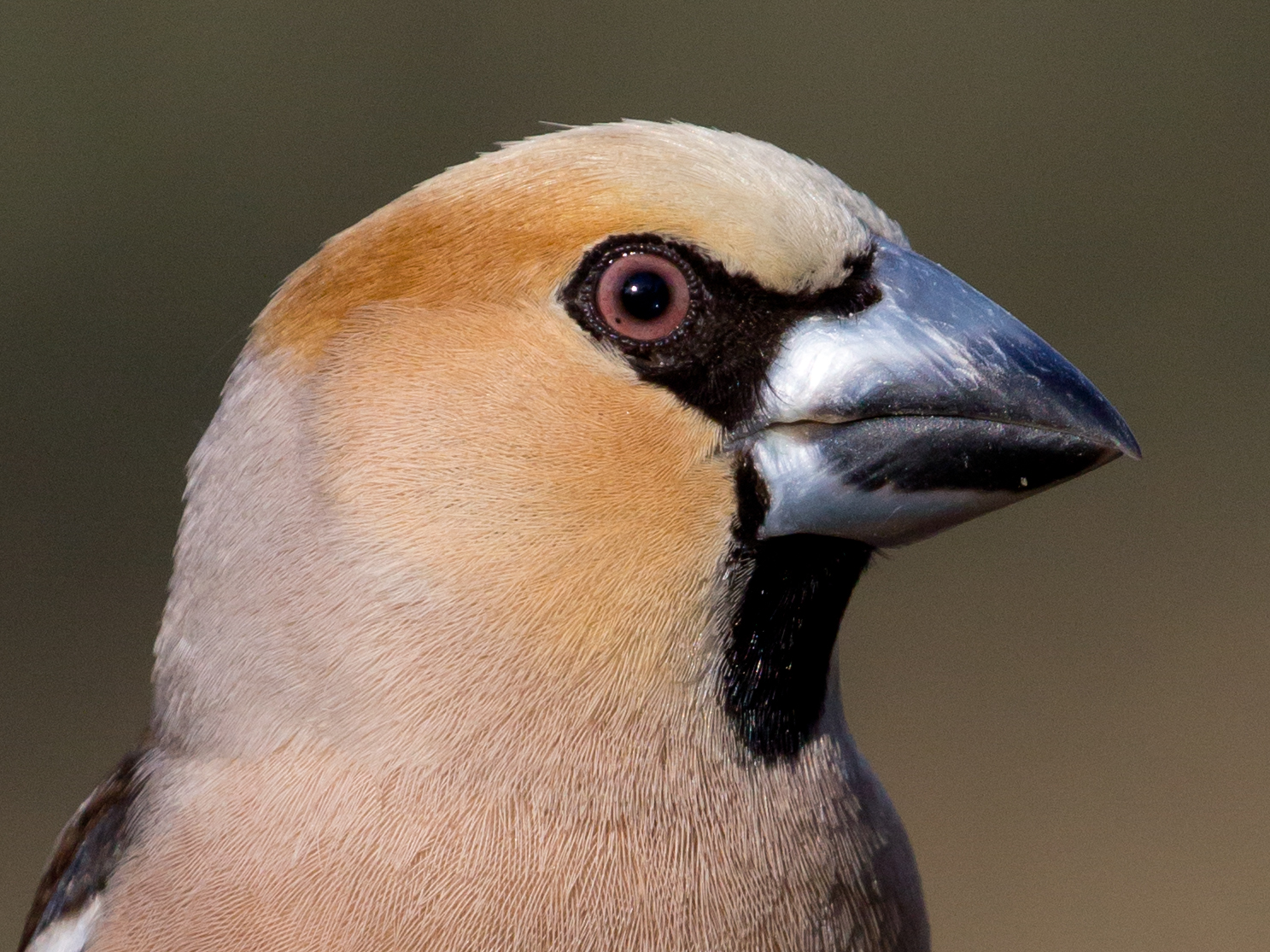
Cabeza del picogordo.

Sus ojos son de color marrón, pero para entrar en más detalles hay que remontarse a 1957, año en el que Mountfort observó e indicó que tras manejar al picogordo para su anillado y por tanto en estado de excitación, los ojos de este se vuelven de un intenso color chocolate rojizo. Además, también apuntó que inmediatamente después de muertos el color de sus ojos es blanco, y que examinados a la luz del sol podrían definirse como rosa ámbar.
En cuanto a su plumaje, cabe destacar que es mucho más llamativo el macho que la hembra (más pálida en tonos), presentando este un bello colorido, destacando sus alas y cabeza. A grandes rasgos, el color general de su plumaje es el pardo, siendo la cabeza de un tono más anaranjado, al igual que la cara aunque de un tono más claro, estando rodeados los ojos por un fino borde negro intenso que se extiende hacia el pico en una franja del tamaño del diámetro ocular, rodeando también en fino borde todo el pico y bajando por la garganta, que asimismo es negra. Desde los laterales del cuello, así como la parte superior del mismo (nuca), el color es gris claro. Todo el vientre y las partes inferiores son pardas, de un color marrón blancuzco, excepto sobre las patas, que es de un gris blancuzco. Las alas son completamente heterogéneas en cuanto al color, siendo las partes interiores del mismo color que el lomo, marrón oscuro, y las partes exteriores de negro intenso. En el medio y desde el inicio hacia las puntas, las alas presentan primero una franja de plumas blancas, luego de un marrón castaño, y finalmente las puntas son azules, moradas o verdosas, en tono oscuro. Las plumas de la cola son en su inicio de color marrón castaño en la parte superior y color blanco en la inferior, continuando en un marrón más oscuro y blanco en las puntas, presentando plumas negras en los bordes exteriores.

## Distribución

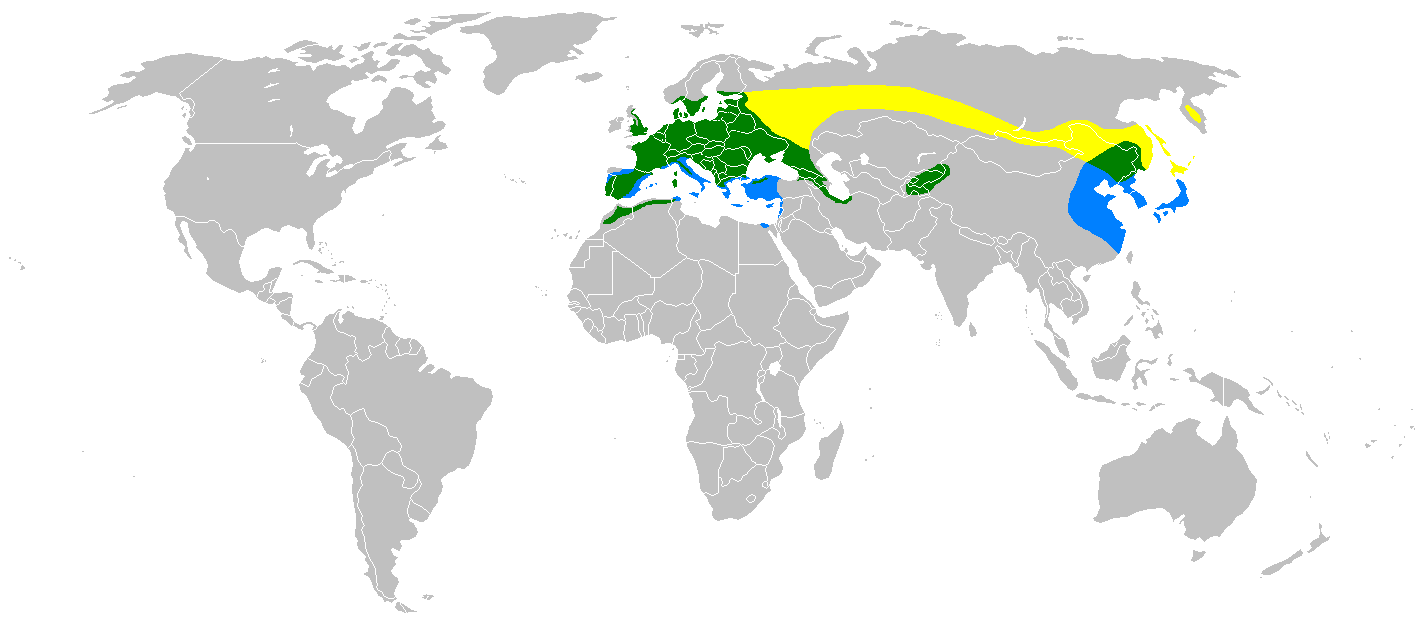
Mapa de distribución de Coccothraustes coccothraustes. Nótese el carácter paleártico salvo por la anomalía de Alaska.

Constituye una especie de distribución paleártica, encontrándose en toda Europa y Asia templada u oriental (incluyendo el norte de Japón), así como en el norte de África (Marruecos, Túnez y Argelia). Ocasionalmente, el picogordo también ha sido avistado en Alaska, donde se considera según la American Ornithologist Union (AOU) una especie de presencia accidental.
No obstante, a pesar de ser una especie muy distribuida por toda Europa, el picogordo se halla ausente en Islandia, gran parte de las islas británicas (no se encuentra en Irlanda), mayor parte de Escandinavia, y ciertas islas mediterráneas. Sí se distribuye por el sur (desde la península ibérica hasta Bulgaria) y centro de Europa, incluyendo además Inglaterra y el sur de Suecia.
En Asia se localiza en Asia Menor, la región del Cáucaso y en el norte de Irán, Afganistán y de Turquestán. También habita Siberia, Manchuria y Corea del Norte.

### Migración
El picogordo es un migrador parcial, dirigiéndose grupos de más al norte de estas aves hacia el sur durante el invierno. El anillamiento de las aves permite recoger datos que demuestran este hecho. En 1960, el ornitólogo K. H. Voous postuló que las poblaciones europeas más norteñas invernan en los países mediterráneos. En España se han llegado a recuperar, en campañas de estudios poblacionales, doce picogordos que fueron anillados en Alemania Occidental, uno en Alemania Oriental, cinco en Bélgica, cinco en Suiza, cuatro en Checoslovaquia, tres en Francia, y uno en Holanda. Sin embargo, el ornitólogo Paul Herroelen apunta que algunas poblaciones centroeuropeas del picogordo, por ejemplo las belgas, son más sedentarias o erráticas. No obstante, Bernis señala que los datos hallados de las recuperaciones obtenidas ya anteriormente señaladas, cinco de las doce de Alemania Occidental, dos de las cinco de Bélgica, una de las cuatro de Checoslovaquia, y una de las cinco de Suiza, corresponden a anillamientos en época de cría, lo que significa que a las poblaciones sedentarias de la península ibérica, se les une en invierno un importante contingente de picogordos migrantes que proceden de Centroeuropa.

## Taxonomía
La especie Coccothraustes coccothraustes fue clasificada por primera vez en 1758 por el zoólogo Carlos Linneo, quien la describió en el género Loxia, constando por tanto inicialmente como "Loxia coccothraustes". Más tarde, Pallas convino que el picogordo se trataba de una especie fuera del género Loxia, y la renombró como coccothraustes vulgaris, pero finalmente, ya en el siglo XIX, el zoólogo londinense R. B. Sharpe le dio su actual nombre (Coccothraustes coccothraustes), perteneciendo actualmente y de este modo al género Coccothraustes, que se clasifica en la familia Fringillidae dentro del orden de los Passeriformes. El picogordo anteriormente compartía su género con otras dos especies, Coccothraustes abeillei y Coccothraustes vespertinus, pero estas dos últimas se trasladaron al género Hesperiphona.
Dentro de la especie se le describen seis subespecies:
- C.c. coccothraustes, propio del centro y norte de Europa, incluidas península ibérica e islas británicas, también presente en el oeste de Asia.[15] Fue la primera subespecie descrita (Carlos Linneo|Linnæus 1758).

- C.c. buvryi, propio de Argelia y Túnez, presente en Marruecos. Mucho más gris que C. c. coccothraustes.[16] Clasificado por Cabanis en 1862. También se usa el sinónimo C. c. burryi.[17]

- C.c. nigricans, presente en Ucrania, península de Crimea, mar Caspio y norte de Irán.[18] Clasificado por Buturlin en 1908.[19]

- C.c. humii, se distribuye por el este de Kazajistán, Kirguistán, Tayikistán y oeste de Afganistán.[20] Clasificado por Sharpe en 1886.[21]

- C.c. japonicus, se localiza en la isla de Sajalín, Hokkaidō y norte de Honshū; pasa los inviernos en China y en las islas Ogasawara.[22] Esta especie fue descrita por Temminck y Schlegel en 1848.[23]

- C.c. schulpini, presente en la cuenca del río Amur (Rusia y China), en Manchuria (China) y en algunas zonas que bordean al mar del Japón (Corea del Norte, Corea del Sur, Rusia y Japón.[24] Fue descrita por H. Johansen en 1944.[25]

## Hábitat

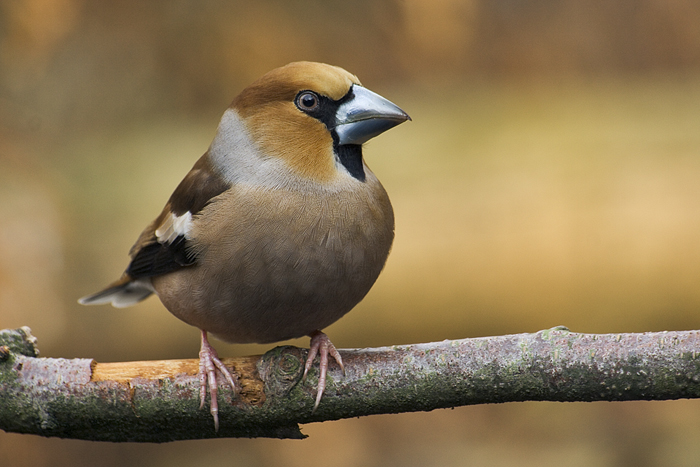
Picogordo macho.

Típicamente, el picogordo cría y habita durante la primavera en bosques caducifolios con especies de árboles de gran porte y hoja ancha que les aporten frutos o duras semillas (véase robles, encinas, hayas, fresnos, olmos, arces), así como en parques y grandes jardines de poblaciones humanas (aunque más raramente). Localmente también se encuentra en bosque mixto y puramente de coníferas, aunque el espectro de su hábitat puede ser aún más diverso, localizándose puntualmente en sotobosques, huertos o incluso en espacios más abiertos, siempre y cuando no se hallen muy lejos de alguna fuente básica de agua. 
Durante el otoño y los inviernos, buscan los bosques que le proporcionen mayor cantidad de alimento, en particular aquellos con carpe, ciruelo, cerezo o tejo. En cuanto a su ocupación altitudinal en el hábitat, el picogordo se desarrolla a niveles muy dispares, presente desde la línea de costa hasta altitudes muy próximas al límite de la vegetación arbórea. Las densidades de población de esta especie son inferiores a un ave por cada cien hectáreas de hábitat, siendo por tanto un pájaro escaso.

## Alimentación
La dieta del picogordo se compone básicamente de semillas duras, principalmente de grandes árboles, aunque también ingieren las de algunos frutales, las cuales consigue romper gracias a su fuerte pico, que a su vez acciona por medio de una poderosa musculatura bien desarrollada.

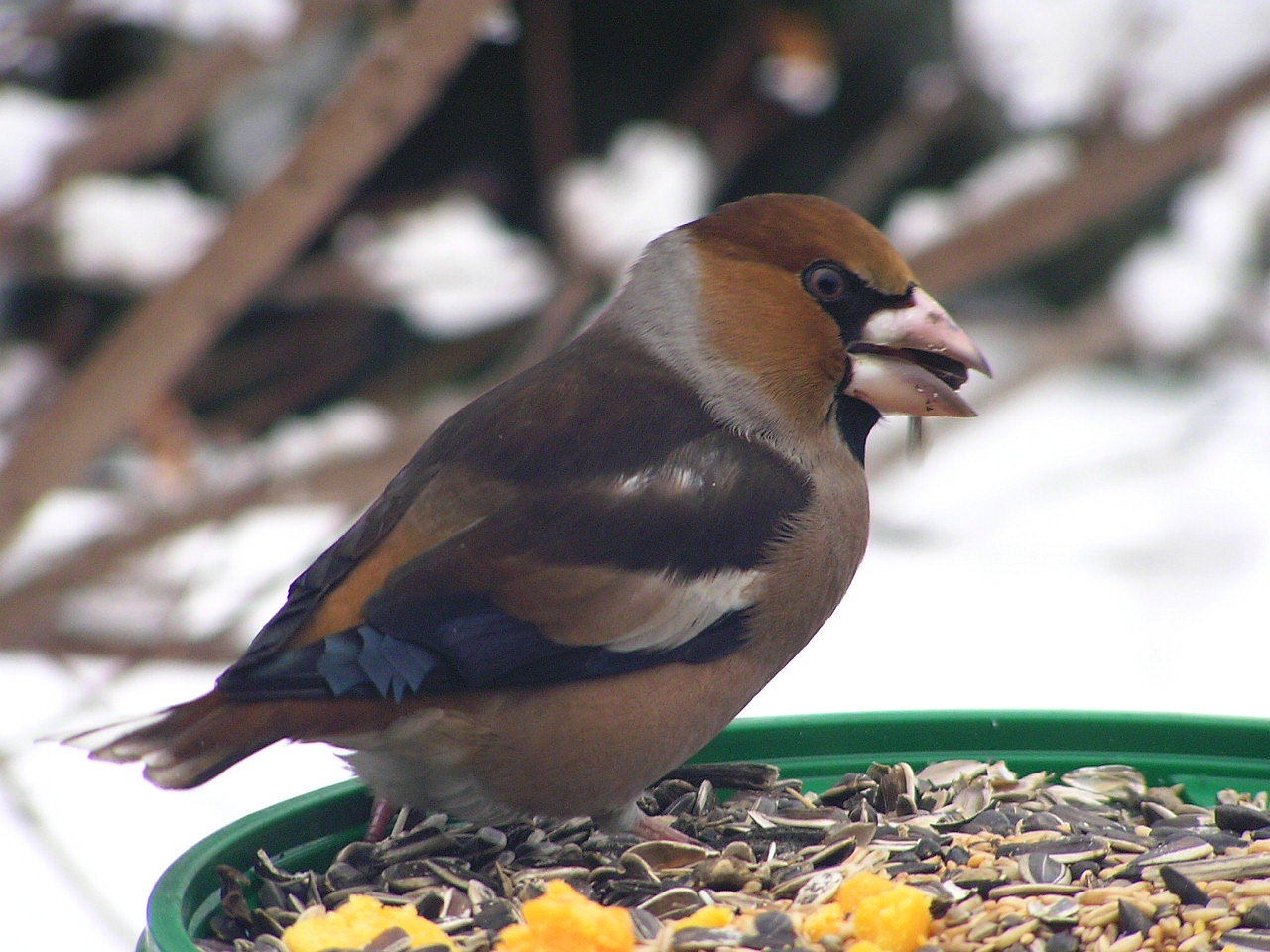
Picogordo en un comedero de Bytom, Polonia.

 La fuerza de trituración de este pequeño pájaro equivale a una carga de 30 a 48 kg aproximadamente, aunque para algunos autores son mayores de 50 kg. De este modo consigue abrir los huesos de cerezas y almezas, dos de sus alimentos más comunes y que más codician. Otros alimentos comunes de este pájaro son los piñones y hayucos. También son capaces de romper los huesos de las aceitunas, acción para la que se necesitan (según pruebas realizadas) fuerzas de 53 a 80 kg. En su dieta también entran ciertas bayas, brotes y, durante la primavera, algunas orugas que captura.
El comportamiento alimentario del picogordo suele ser formar pequeños grupos o bandos para alimentarse, sobre todo durante el invierno.
En resumen, una redacción de alimentos para el picogordo más específica, teniendo en cuenta que la variedad de semillas que ingiere es grande, sería la que incluyera durante el verano y hasta el comienzo del invierno, semillas de olmo, carpe, arce y haya; durante el otoño e invierno los frutos de la rosa, escaramujo y majuelo; y hacia finales del invierno los brotes más tiernos del roble, así como los retoños del tejo. Con la llegada de la primavera ingieren ciertas orugas que localizan en las hojas de los árboles, como pueden ser la Operophthera brumata y Tortrix viridana, así como también cazan algunos escarabajos (Lucanus cervus o Melolontha).

## Reproducción
En abril comienza la época de cría del picogordo, constando la puesta de esta especie de unos cuatro a seis huevos y produciéndose de abril a mayo. La incubación es llevada a cabo solo por la hembra (el macho le proporciona el alimento), y dura unos doce días. A menudo crían en pequeñas colonias. Presentan una única puesta al año, aunque de ser muy favorable el hábitat podrían darse dos.

### Cortejo nupcial
Según la descripción de Mountfort, los machos presentan durante el principio de la primavera un plumaje abundante y esponjado, y es entonces cuando están listos para el acercamiento hacia la hembra, produciéndose remolonamente y en zigzag. A menudo la hembra los recibe hostilmente, por lo que los machos deben mostrarse insistentes. Cuando logra la atención de la hembra, el macho coloca el cuerpo muy derecho, despliega las plumas de la cola y baja las alas hasta tocar con sus extremos el suelo. Es entonces cuando la hembra empieza a sentir interés, y lo muestra agachándose con las plumas lisas y pegadas al cuerpo, para posteriormente desplazarse, bien de un salto o en corto vuelo, siendo seguida por el macho. Acto seguido, el macho lleva su pico hacia el vientre como si hiciera una reverencia, mostrando así la zona gris que presenta su plumaje a la altura de la nuca. Finalmente y para cerrar el cortejo, el macho despliega sus alas y va caminando hacia la hembra, que alarga el pico para que el macho con el suyo llegue apenas a rozarlo.

### Nido
La nidificación empieza a finales de abril o principios de mayo. El macho es quien busca el lugar donde comenzará a construir el nido, y lo hará meticulosamente, visitando la zona elegida repetidamente las semanas previas al inicio de su construcción, hasta que finalmente se decida a colocar las primeras estructuras del nido, aunque será la hembra quien lo complete. Los materiales empleados son básicamente raicillas, tallos finos, líquenes, etc., revistiendo el interior con pelos. Su forma es de cuenco. Construyen el nido a una altura variable, difícilmente inferior a los 3 m, localizándose por lo general entre los 7 y 20 m, en árboles grandes, así como en viejos frutales, aunque también en arbustos frondosos.

### Huevo

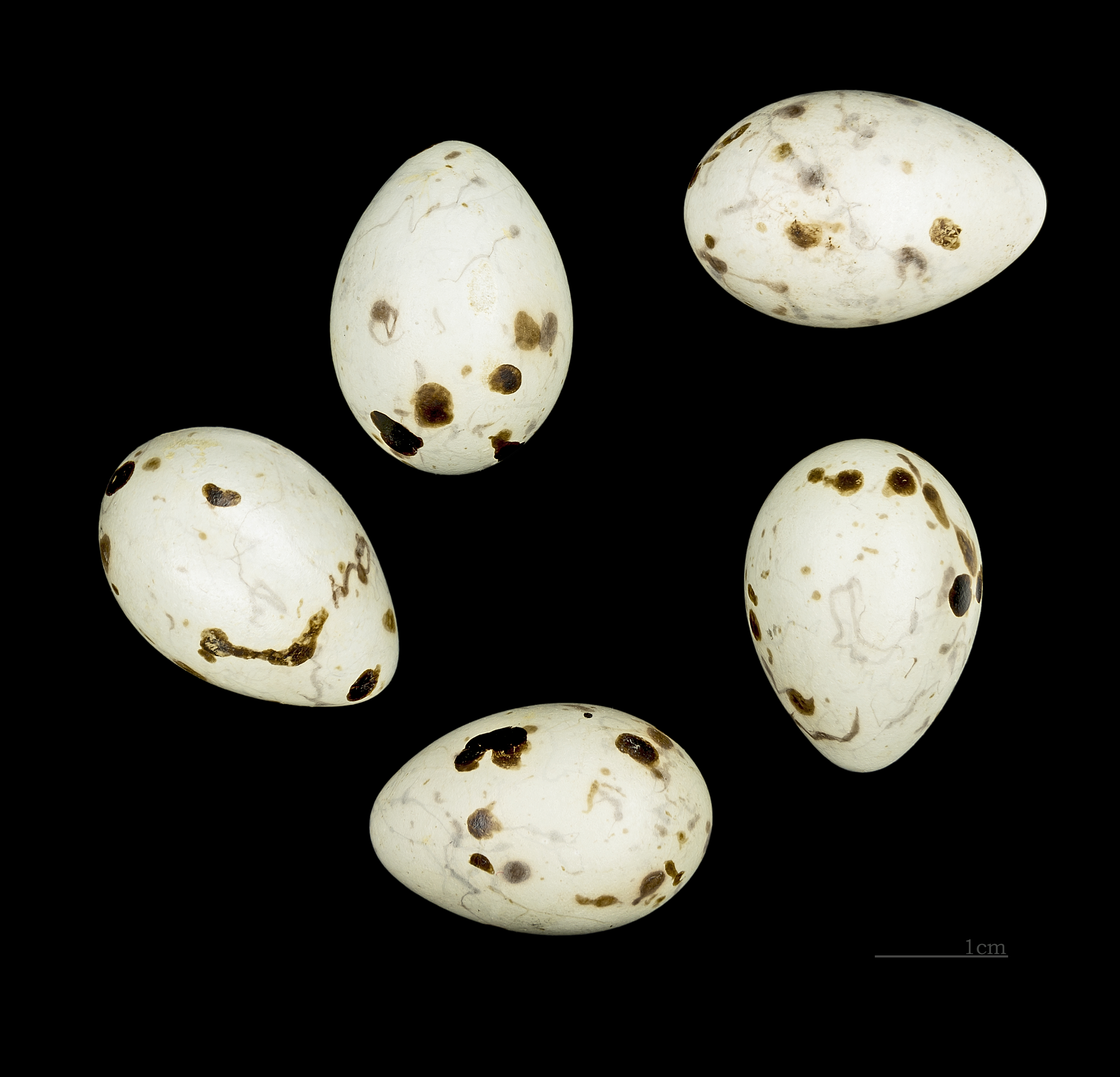
Coccothraustes coccothraustes

La puesta del picogordo es generalmente de unos cuatro o seis huevos, siendo lo más común que incuben cinco, aunque la puesta puede incluso constar de siete huevos (en cambio, puestas de menos de cuatro huevos son muy poco frecuentes). De color variado, pueden ser descritos de azul claro o bien de un verde grisáceo, todos en tonos pálidos, en ocasiones simplemente grisáceos, pero siempre con manchas y motas pardas y en tonos negruzcos. En cuanto al tamaño, según los estudios del ornitólogo británico Jourdain, realizados sobre la base de cien huevos de picogordo en el Reino Unido, presentarán medidas de unos 24'2 x 17'4 mm como promedio, con un máximo de 27'6 x 17'1 mm y un mínimo de 19'8 x 15'7 mm.

### Polluelos
Al nacer, desprovistos de plumaje, presentan un abundante y largo plumón blanco. Se describen la cavidad oral y la lengua de color rosa, con la parte delantera del paladar de color rojo en un tono púrpura; se observan también unos salientes blancuzcos. En cuanto a las comisuras, se aprecian de color amarillo. La dieta de los polluelos se basa en insectos y orugas, que les serán proporcionadas por el padre y la madre. Dejan el nido a los diez o doce días aproximadamente, aunque fuera de él son atendidos por ambos adultos al menos durante otros quince días.

## Voz
Presenta voz débil, que se antoja como una especie de zic explosivo, también descrito como un tsicc metálico, o en ocasiones como un tisc tisc repetido en intervalos irregulares. En pleno vuelo más sonoro. También emite suavemente un corto sib mientras se mueve entre las ramas.
Su época de canto va desde el mes de febrero hasta principios de junio. Canta poco; realiza un canto similar a su voz base, siendo corto y poco elaborado sin apenas notas musicales. Es interpretado por Tucker y Nicholson como un Tchi-tchi... ter-ui-ui, aunque se describen variaciones más sonoras y casi melodiosas pero bastante básicas.
A veces algunos ejemplares también cantan fuera de época, Mountfort apunta observaciones de machos cantando un 16 de enero, un 20 de julio y un 16 de septiembre.
Aunque las hembras también cantan, lo hacen más débilmente.
En estado de alteración lanza un sibilante kíu, y al sujetarlo en la mano lanza un srriiit más penetrante y gutural.

## Vuelo
El picogordo presenta un vuelo rápido y de trayectoria recta en distancias cortas, aunque en distancias largas describe en el aire una ondulación marcada y periódica. Estando en el suelo mientras busca alimento van dando saltitos, y vuelan para ocultarse en los árboles a la mínima cuando intuyen cualquier peligro. Durante la primavera suelen capturar insectos incluso en pleno vuelo. La fisionomía del picogordo lo hace un pájaro de silueta característica en pleno vuelo, dando la sensación de poseer unas alas muy cortas para tan robusto cuerpo. Además, volando muestra el color blanco de la punta de su cola. En sus traslados de un árbol a otro, o desplazándose de bosque en bosque, vuela a alturas superiores a los 50 y 100 m, haciéndolo comúnmente incluso a más de 200 m. Pueden volar en solitario o en pequeños grupos.

## Población, estado de conservación y amenazas

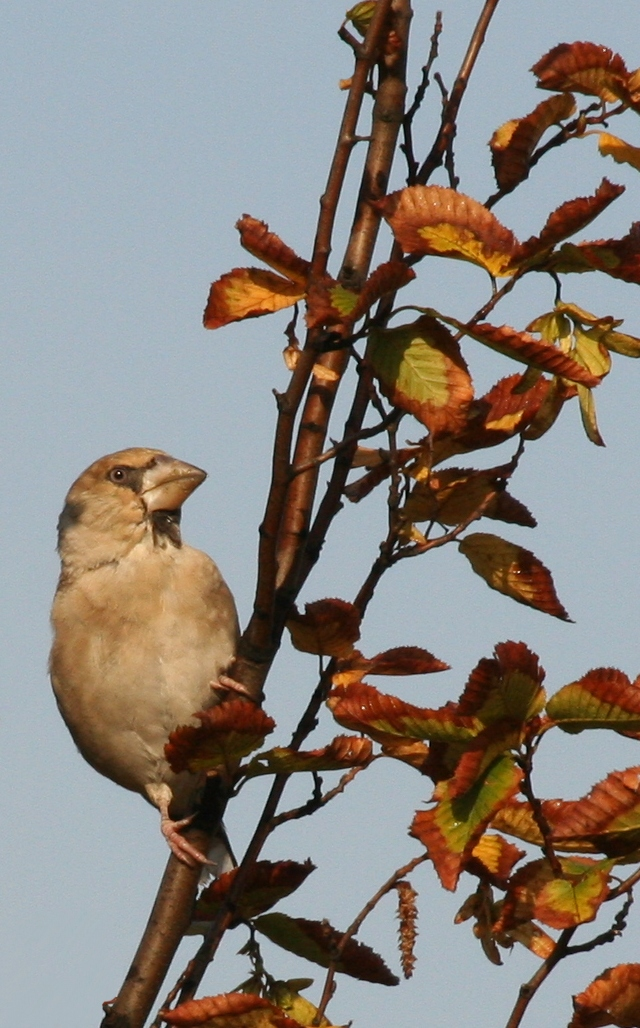
Picogordo perchado en una rama.

Presenta una gran población mundial y, aunque no se han cuantificado las tendencias de esta población global, a criterio de la Lista Roja de la UICN puede asegurarse que no se producirá una disminución de más del 30% en diez años o en tres generaciones.
BirdLife International estima una población europea de entre 2'4 y 4'1 millones de parejas reproductoras.
En España, y según Purroy en 1997, la población de esta especie era de unas 4000 o 5000 parejas reproductoras. Este dato se ve apoyado por el Atlas de las aves reproductoras de España, que en el año 2003 apunta una población de casi unas 5000 parejas. Según ciertos datos obtenidos por el programa SACRE, en 2005 la tendencia de la población española es creciente.
A nivel mundial la especie no se incluye, según la revisión realizada en 1996, en la Lista Roja de la UICN. 
Desde 1988, cuando la especie fue catalogada por primera vez por Collar y Andrew, el picogordo es una especie cuyo estado de conservación es de preocupación menor (LC, Least Concern), y así sería catalogada en futuras revisiones por BirdLife International, desde la primera en 2000 hasta la del 2008.
En España el picogordo consta desde 1992 como especie No Amenazada en el Libro Rojo de los Vertebrados, ostentando la categoría de especie de Interés Especial desde el 5 de abril de 1990 según el Real Decreto 439/1990, y coincidiendo con todos los catálogos regionales a excepción del País Vasco, donde es una especie con categoría Vulnerable desde 1996.
Los factores de amenaza sobre el picogordo son básicamente la destrucción y pérdida de su hábitat, dado que es una especie muy sensible a los cambios en el mismo. Otro posible factor de amenaza, según el Catálogo Nacional de Especies Amenazadas, es la caza por pajareros, e incluso también la caza a escopeta por cazadores.

## Comportamiento
El picogordo es una especie tímida y huidiza, siendo por tanto un pájaro difícil de observar. Con el buen tiempo y unas condiciones climáticas óptimas varía su conducta, al ser este el momento en que más visible se hace. Pasa su vida en las ramas más altas de los árboles en los que se posa, sobre todo en época de cría, momento en el que se hace más complicado el estudio de sus costumbres. A lo largo de su vida, prácticamente solo baja al suelo cuando va en busca de semillas, acción para la que raramente se aleja en exceso del árbol, aunque también puede ser observado con mayor facilidad cuando se dispone a beber, y como es un pájaro que prefiere no estar demasiado tiempo sobre tierra firme, el picogordo necesita desarrollar su vida en zonas con una patente proximidad al agua.
Al comer y beber junto a otros pájaros, el picogordo es de carácter agresivo y dominante, tanto con ejemplares de su misma especie como con los de otras incluso de mayor tamaño.
La territorialidad es variable, de tal modo que si las parejas de picogordo están criando en pequeñas colonias, como ocurre frecuentemente, el territorio defendido por cada pareja es muy pequeño, pero cuando la pareja no forma colonias con otras para nidificar, esta puede ocupar y defender hasta un bosque entero. Según Mountfort, el comportamiento de establecer colonias de cría supone un valor de supervivencia mucho mayor, dado que anidar en conjunto, con la agrupación de parejas que esto supone, ofrece una mayor capacidad de defensa contra los depredadores para el nido.